# Tabanus chalcothrix
Tabanus chalcothrix är en tvåvingeart som beskrevs av David Fairchild 1961. Tabanus chalcothrix ingår i släktet Tabanus och familjen bromsar. Inga underarter finns listade i Catalogue of Life.